# اولو-یلگا
اولو-یلگا (به لاتین: Ulu-Yelga) یک منطقهٔ مسکونی در روسیه است که در باشقیرستان واقع شده‌است.